# Unirea Tărlungeni
Unirea Tărlungeni ist ein rumänischer Fußballverein aus Tărlungeni. Der Klub spielt seit 2013 in der Liga II, der zweiten rumänischen Fußballliga.

## Geschichte
CS Unirea Tărlungeni wurde im Jahr 1983 gegründet und wurde in der Divizia C (später Liga III) eingestellt. Im Jahr 2010 wurde die Mannschaft vom Ex-Unirea-Urziceni-Spieler László Balint übernommen. Nach über 40 Saisons in der dritten Liga schaffte Unirea Tărlungeni 2013 den Aufstieg in die Liga II, nachdem sie die Saison auf dem ersten Platz beendeten.